# Hülsenfederdämpfer
In Kurbelwellen von Schiffsdieselmotoren treten, angeregt durch Massen- und Gaskräfte Drehschwingungen auf. Diese erzeugen in der Kurbelwelle Wechseldrehspannungen. Beim Zusammentreffen einer Erregerfrequenz mit der Eigenfrequenz der Kurbelwelle können besonders hohe Beanspruchungen auftreten. Damit die Beanspruchungen nicht zu hoch werden, wird ein Drehschwingungsdämpfer am Ende der Kurbelwelle angebaut. Durch die Weiterentwicklung bzw. Leistungssteigerung (d. h. höhere Gaskräfte) der Motoren reichte die Wirkung des Planflächendämpfers und des Viskositätsdämpfers nicht mehr aus. Stattdessen wird nunmehr ein Hülsenfederdämpfer verwendet.

## Aufbau
Der Hülsenfederdämpfer besteht aus einem Mitnehmerstern, der fest mit der Kurbelwelle verbunden ist. Die sekundärseitige Schwungmasse ist auf dem Mitnehmerstern verdrehbar gelagert. Zwischen den beiden Teilen befinden sich Hülsenfederpakete. Die Federpakete werden je zur Hälfte im Mitnehmerstern und im Sekundärteil aufgenommen. Je mehr Federpakete eingebaut werden, desto höher ist die Steifigkeit der elastischen Verbindung. Um die Federpakete vor Überbeanspruchung durch eine zu große Verdrehung der Sekundärmasse zu schützen, werden in den Hülsenfedern Hubbegrenzungsbolzen eingebaut. In axialer Richtung werden die beweglichen Teile durch seitliche Abschlussdeckel fixiert. Sie dichten zusätzlich den Schwingungsdämpfer nach außen ab. Der Schwingungsdämpfer wird während des Betriebes über die Kurbelwelle mit Öl gefüllt.

## Wirkungsweise
Schon bei geringsten Kurbelwellenschwingungen tritt eine Relativbewegung zwischen Primär- und Sekundärteil auf. Dadurch werden die Hülsenfederpakete zusammengedrückt. Durch die zwischen den Federblättern entstehende Reibung und durch die Verdrängung von Öl wird dem System Schwingungsenergie entzogen und führt somit zu einer Verringerung der Kurbelwellenbeanspruchungen.

## Historie
Seit ca. 1974 bis zum Teil noch heute werden MaK-Motoren mit diesem Dämpfertyp ausgerüstet.

## Quelle
- Ernst-Günther Kroos: Über Aufbau, Wirkungsweise, Betriebsverhalten und Wartung von MaK-Drehschwingungsdämpfern.